# Гарет (рицар)
Сър Гарет Бомейн (на английски: Gareth Beaumain), известен още с прозвището „Рицарят от Кухнята“ е един от рицарите на Кръглата маса. Според легендите Гарет е племенник на крал Артур, син на сестра му Моргейз и крал Лот от Оркни, брат на Гауейн, Гахерис, Агравейн и според някои версии и на Мордред.
Според легендата Гарет идва в Камелот преоблечен и дегизиран като работник от кухнята и Кей го назначава на работа, но непрекъснато се надсмива над меките му и нежни ръце (очевидно непривикнали на тежка работа). Гарет и неговите братя Агравейн и Гахерис, както и още 37 рицари, са убити от Ланселот, докато Ланселот е спасявал кралица Гуинивир, която е била осъдена на смърт от Артур, след като тяхната любовна афера е разкрита.
Името Гарет идва вероятно от уелски и означава „благороден, знатен“. Било е много популярно име в Англия през 1970-те.